# Травников Андрій Олександрович
Андрій Олександрович Травніков (1 лютого 1971, Череповець, Вологодська область) — російський політик. Губернатор Новосибірської області з 14 вересня 2018 (тимчасово виконувач обов'язків губернатора Новосибірської області з 6 жовтня 2017 по 14 вересня 2018). Член президії Державної ради Російської Федерації з 28 січня по 2 серпня 2019. 
Мер Вологди (2016-2017).

## Життєпис
Андрій Травников народився 1 лютого 1971 року народження, в місті Череповці Вологодської області. Батьки працювали на Череповецком металургійному комбінаті. Батько - робочим, мама — фахівцем проектного відділу. Дід по лінії матері працював головою колгоспу, дід по батьковій ─ начальником лісгоспу.

### Освіта
У 1990 році з відзнакою закінчив Череповецький металургійний технікум за спеціальністю "Електромонтер" з присвоєнням 4 розряду.
У 1998 році закінчив Череповецький державний університет за спеціальністю «Електропривод і автоматика промислових установок і технологічних комплексів».
У 2014 році пройшов професійну перепідготовку за програмою вищого рівня резерву управлінських кадрів РАНХиГС при Президентові РФ.
2017-2018 роки — пройшов професійну перепідготовку в РАНХиГС при Президентові РФ за програмою кадрового управлінського резерву Президента РФ «Державне і муніципальне управління».

### Служба в Збройних силах
1990-1992 роки — проходив строкову службу в Збройних силах в Підмосков'ї.

### Посади
З 2011 по 2012 рік — виконувач обов'язків мера Череповца.
З 2016 по 6 жовтня 2017 року — мер Вологди.
З 6 жовтня 2017 року — губернатор Новосибірської області.

## Санкції
З липня 2022 року у підтримку війни Росії проти України під санкціями Великобритании. 
З 15 грудня 2022 - під санкціями США.
6 грудня 2022 року, внесений до списку санкцій Євросоюзу, за підтримку агресивної війни проти України, реалізації політики, що підриває територіальну цілісність, суверенітет та незалежність України. Євросоюз зазначає, що Травніков бере участь у незаконному перевезенні українських дітей до Росії та їх усиновлення російськими сім'ями, при цьому його дії порушують права українських дітей та українського права.
19 серпня 2022 року доданий до списків санкцій Канади.
19 жовтня 2022 року доданий до санкційного списку України.